# Lithodoidea
Super-famille
Les Lithodoidea sont une super-famille de crustacés de l'infra-ordre des Anomura. Ce groupe contient notamment les crabes royaux. 

## Liste desfamilles
Selon World Register of Marine Species (16 octobre 2021) :
- famille Hapalogastridae Brandt, 1850 -- 5 genres
- famille Lithodidae Samouelle, 1819 -- 10 genres (crabes royaux)

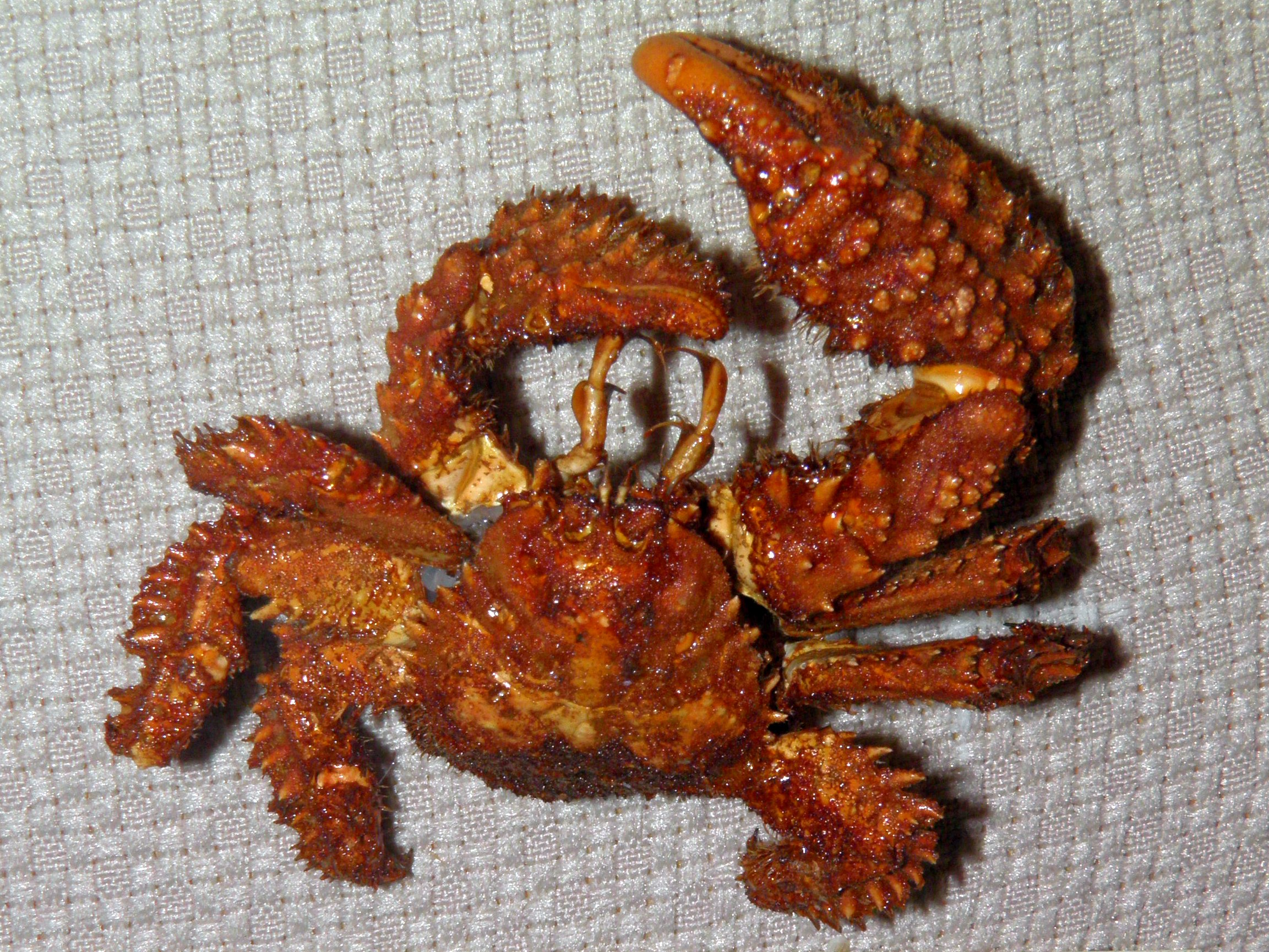
Hapalogaster dentata, un Hapalogastridae.
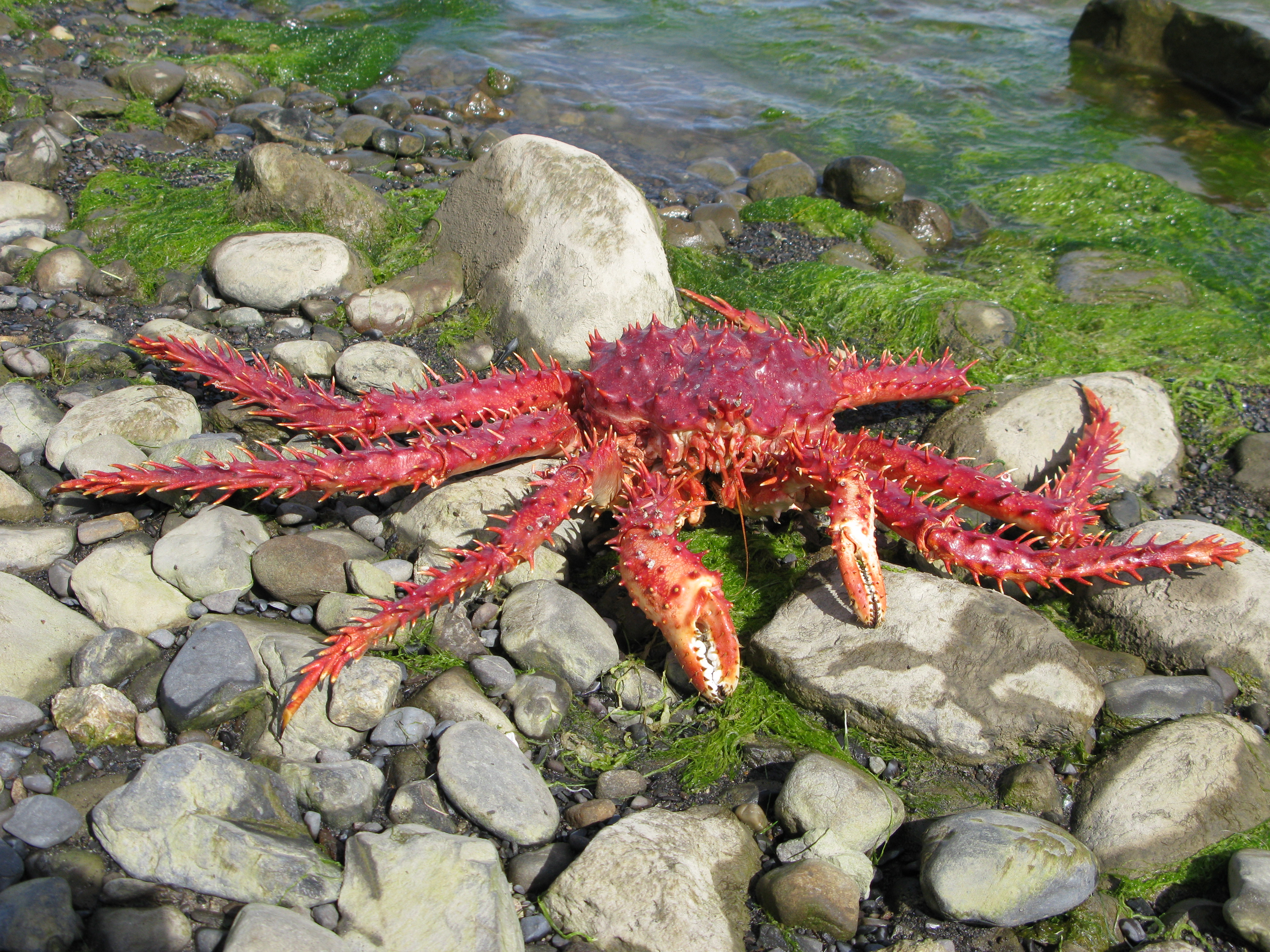
Lithodes santolla, un Lithodidae.